# زين الشرف بنت جميل
زين الشرف بنت جميل (2 أغسطس 1916 - 26 أبريل 1994)، والدة الملك حسين ثالث ملوك المملكة الأردنية الهاشمية وزوجة الملك طلال.

## حياتها
ولدت في الإسكندرية في مصر لعائلة من أصل حجازي وقبرصي تركي. كان والدها الشريف جميل بن ناصر بن علي من المشاركين في الثورة العربية الكبرى في 1916م ضمن جيش الأمير فيصل بن الحسين، واستمر معه حتى تم تشكيل الحكومة الفيصلية في سوريا عام 1919م، عين بعدها حاكم على حوران أثناء حكم الملك فيصل الأول على سوريا. وبعد سقوطها التحق بخدمة الأمير عبد الله بن الحسين منذ عام 1921م حيث شارك في تأسيس الإمارة الأردنية. لقب أميرًا من قبل الملك عبد الله الأول لإنجازاته خلال الثورة العربية الكبرى. تولى الأمير جميل بن ناصر منصب رئيس الديوان الأميري العالي، واستمر في منصبه حتى وفاته في 30 أغسطس 1938م.
تعتبر الملكة زين رائدة النهضة النسائية في المجتمع الأردني الحديث، وكان لها دور فعال في كافة المجالات الاجتماعية والإنسانية والخيرية، إذ أسهمت إسهامًا ملحوظًا في جميع المراحل العلمية والتعليمية للمرأة والفتاة الأردنية، وكانت الأم الراعية للمبرات والمؤسسات والجمعيات الخيرية. لقبت بالملكة الأم من قبل الملك الحسين بن طلال تكريمًا لها.

## حياتها الخاصة

### نسبها وعائلتها
زين الشرف بنت جميل بن ناصر بن علي بن محمد بن عبد المعين بن عون بن محسن بن عبد الله بن الحسين بن عبد الله بن الحسن بن محمد أبو نمي الثاني بن بركات بن محمد بن بركات بن الحسن بن عجلان بن رميثة بن محمد أبو نمي الأول بن الحسن بن علي الأكبر بن قتادة بن إدريس بن مطاعن بن عبد الكريم بن عيسى بن الحسين بن سليمان بن علي بن عبد الله بن محمد الثائر بن موسى الثاني بن عبد الله الرضى بن موسى الجون بن عبد الله المحض بن الحسن المثنى بن الحسن السبط بن علي بن أبي طالب.
والدتها هي وجدان هانم بنت شاكر باشا القبرصي والي مقاطعة أزمير، أما جدها (شاكر باشا القبرصي) فكان شقيق الصدر الأعظم كامل باشا وشقيق صادق باشا قائد الأسطول البحري العثماني.وهي شقيقة الشريف ناصر بن جميل الذي شغل منصب القائد العام للقوات المسلحة الأردنية وكان عضو مجلس أعيان، وكبير أمناء وكبير مرافقين الملك الحسين بن طلال. وهي ابنة أخ الملكة مصباح بنت ناصر زوجة الملك عبد الله الأول بن الحسين، وابنة أخ الملكة حزيمة بنت ناصر زوجة الملك فيصل الأول

### أسرتها وزواجها
تزوجت من الملك طلال عام 1934 وأنجبت منه أربعة أبناء:
- الملك الحسين بن طلال (ثالث ملوك المملكة الاردنية الهاشمية).
- الأمير محمد بن طلال.
- الأمير الحسن بن طلال.
- الأميرة بسمة بنت طلال.

## وفاتها
توفيت في مستشفى لوزان، سويسرا في 26 أبريل 1994 ونقل جثمانها إلى عمان في اليوم التالي ودفنت فيها.

## معرض صور

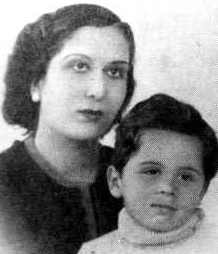
زين الشرف وابنها الحسين بعمر 6 سنوات